# 蘭策湖
53°25′1.13″N 10°36′4.43″E / 53.4169806°N 10.6012306°E

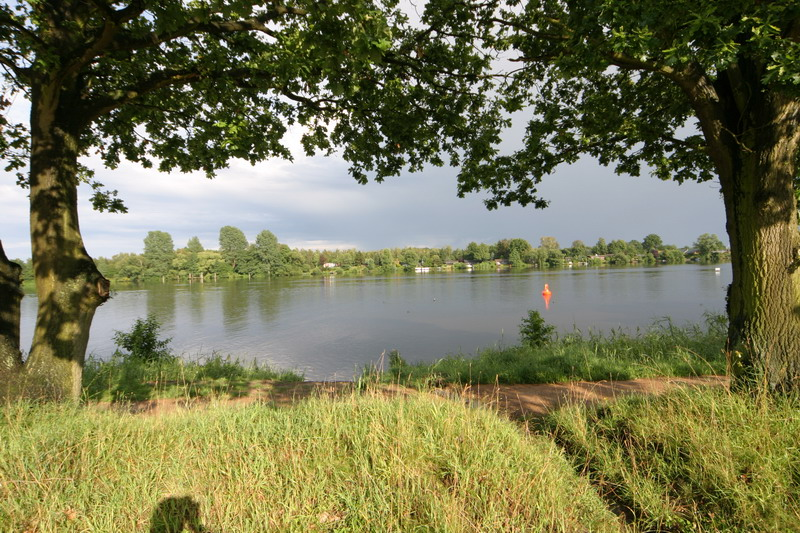

蘭策湖（德語：Lanzer See），是德國的湖泊，位於該國北部石勒蘇益格-荷爾斯泰因州，由勞恩堡縣負責管轄，面積0.2平方公里，海拔高度8.6米，平均水深3.5米，最大水深7米。